# نعناپونه
نعناپونه (نام علمی: Mentha longifolia) گونه‌ای نعنا با ساقه‌های چهارگوش و برگ‌های کرکدار است، به رنگ سبز نقره‌ای و دندانه‌دار و ظاهر غبارآلود و گل‌های آبی‌رنگ و مجتمع در انتهای شاخه‌ها است.